# Gimnasio Multidisciplinario de Nuevo Laredo
El Gimnasio Multidisciplinario de Nuevo Laredo es una pista cubierta con 4000 localidades, utilizado sobre todo para el baloncesto, que se encuentra en el complejo deportivo de Nuevo Laredo, Tamaulipas, México. Es la casa de los Toros de Nuevo Laredo de la Liga Nacional de Baloncesto Profesional. El recinto se terminó en 2007, como parte de la Fase II de la Ciudad Deportiva, un nuevo complejo deportivo que también alberga el Estadio Nuevo Laredo.

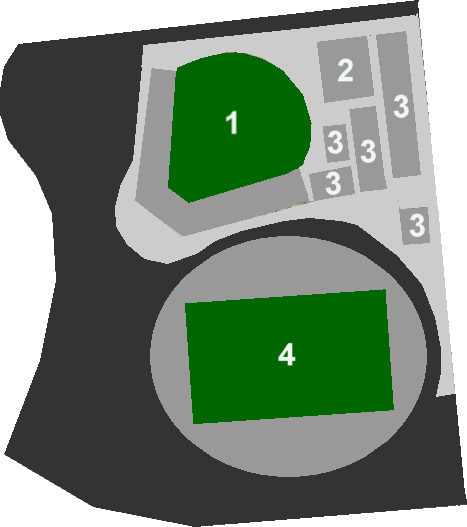
Mapa de la Ciudad Deportiva en Nuevo Laredo:
1.Estadio Nuevo Laredo.
2.Gimnasio Multidisciplinario de Nuevo Laredo.
3. Canchas de Tenis y Squash.
4. Futuro estadio de fútbol.